# Villar Pellice
Villar Pellice is een gemeente in de Italiaanse provincie Turijn (regio Piëmont) en telt 1213 inwoners (31-12-2004). De oppervlakte bedraagt 60,9 km², de bevolkingsdichtheid is 20 inwoners per km².

## Demografie
Villar Pellice telt ongeveer 579 huishoudens. Het aantal inwoners daalde in de periode 1991-2001 met 1,7% volgens cijfers uit de tienjaarlijkse volkstellingen van ISTAT.
| Jaar | Inwoneraantal |
| ---- | ------------- |
| 1991 | 1207          |
| 2001 | 1187          |

## Geografie
Villar Pellice grenst aan de volgende gemeenten: Perrero, Prali, Angrogna, Bobbio Pellice, Torre Pellice, Rorà, Bagnolo Piemonte (CN) en Crissolo (CN).

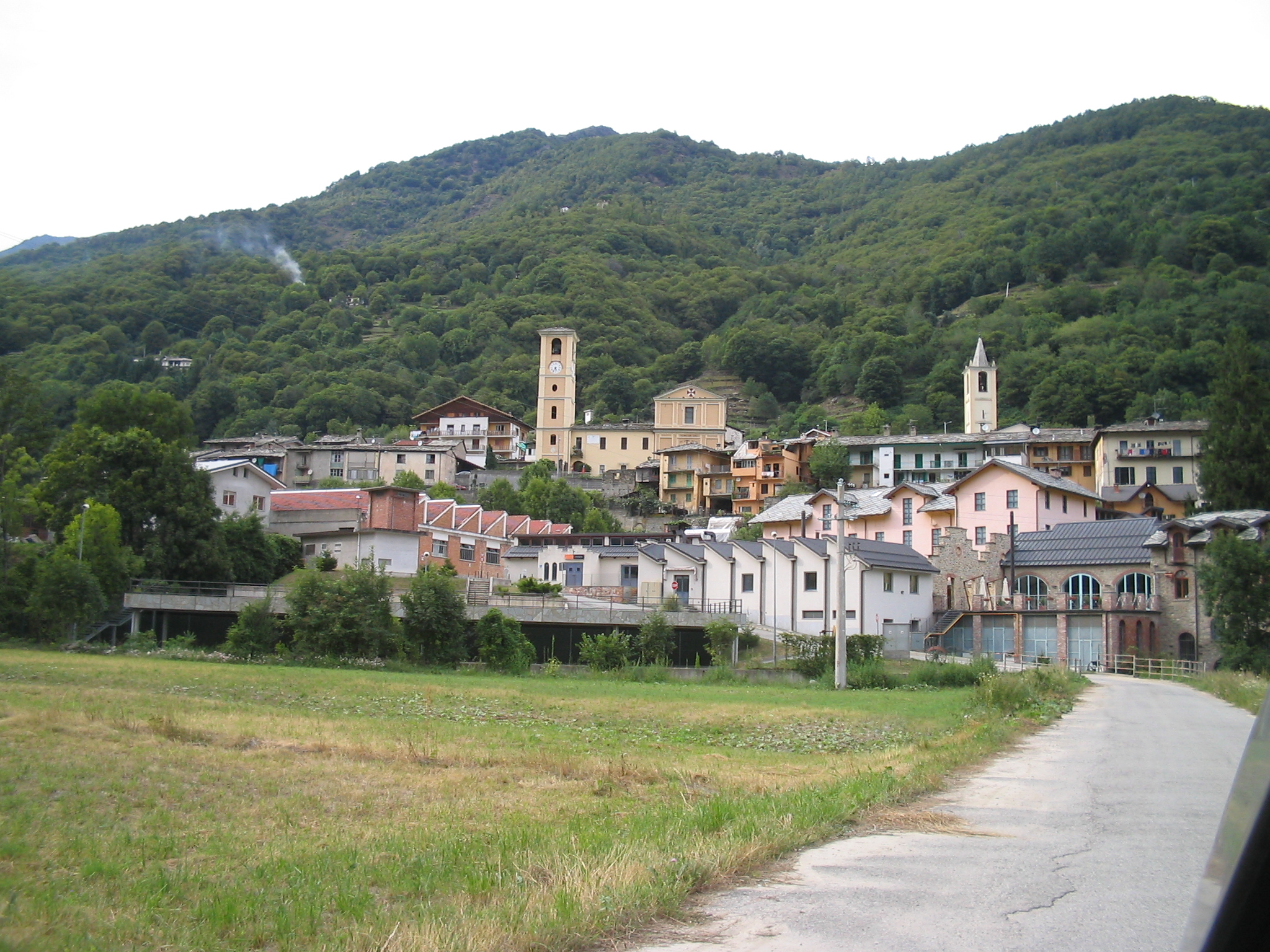

1. ↑  https://demo.istat.it/?l=it.